# پتر نارژنی
پتر نارُژنی (چکی: Petr Nárožný؛ زادهٔ ۱۴ آوریل ۱۹۳۸) بازیگر، مجری تلویزیون و کمدین اهل کشور جمهوری چک است. وی از سال ۱۹۶۸ میلادی تاکنون مشغول فعالیت بوده‌است.
از فیلم‌ها یا برنامه‌های تلویزیونی که وی در آن نقش داشته‌است می‌توان به لیگ محلی اشاره کرد.